# Palazzi di Taurianova
Nel comune di Taurianova, in provincia di Reggio Calabria, si trovano numerosi palazzi storici di grande bellezza, alcuni dei quali rientrano tra le Dimore storiche italiane. Poiché Taurianova nasce nel 1928 dalla fusione di due centri abitati (Radicena e Jatrinoli), i palazzi si trovano negli originali centri dei due comuni, generalmente lungo le piazze o le vie principali (soprattutto lungo Via Roma).

## Villa Zerbi

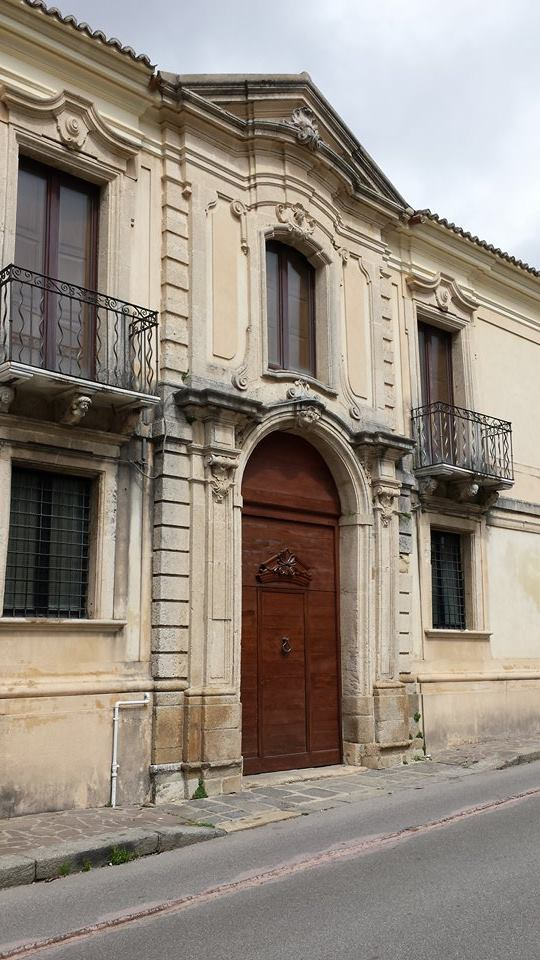
Portale di Villa Zerbi

Il palazzo, situato all'inizio di Via Roma, venne realizzato nel 1786 sulle rovine di un casale cinquecentesco distrutto da un violento terremoto; l'architetto dell'opera, commissionata dai baroni Calfapietra, fu Filippo Frangipane.
La facciata, realizzata da artisti provenienti da Siracusa che utilizzarono una pietra della loro terra, è caratterizzata da un ampio portale in granito grigio fiancheggiato da lesene e sormontato da un'ampia finestra, mentre i balconi sono in ferro battuto e i loro sostegni sono decorati da volti tutti diversi tra loro. La struttura è composta da un corpo centrale e due ali, alle quali si accede grazie a due rampe di scale che si affacciano sul vasto cortile; sul retro oltre un antico arco si apre il giardino ispirato alle residenza nobiliari calabresi. Nel giardino è possibile trovare una fontana in pietra, una vasca piscina e due tronchi di ulivi secolari bruciati da un fulmine e modellati dalla natura come due vere e proprie sculture.
Di fronte all'edificio si trova la chiesa di San Nicola (in stile barocco e neoclassico) di proprietà della stessa famiglia Zerbi.
Il palazzo, restaurato più volte (l'ultima nel 2002 da Natale Zerbi) rientra oggi tra le dimore storiche calabresi di particolare interesse artistico-culturale. Utilizzato per ricevimenti durante tutto l'anno, è spesso anche location di mostre d'arte ed altre iniziative culturali di grande importanza, tanto da attirare l'attenzione del Corriere della Sera, del TG1 (che su Villa Zerbi ha realizzato un servizio) e della Gazzetta del Sud (che ha scritto un articolo sul palazzo taurianovese).
Tra le iniziative più importanti ricordiamo la "Giornata Nazionale delle Dimore storiche 2015" promossa dall'A.D.S.I. (Associazione Dimore Storiche Italiane): sabato 23 e domenica 24 maggio 2015 il palazzo ha ospitato installazioni artistiche (quadri e opere in ceramica), esibizioni musicali e degustazioni che hanno compreso l'assaggio dell'olio extravergine d'oliva "Radicena" prodotto all'interno della stessa villa.

## Palazzo Contestabile

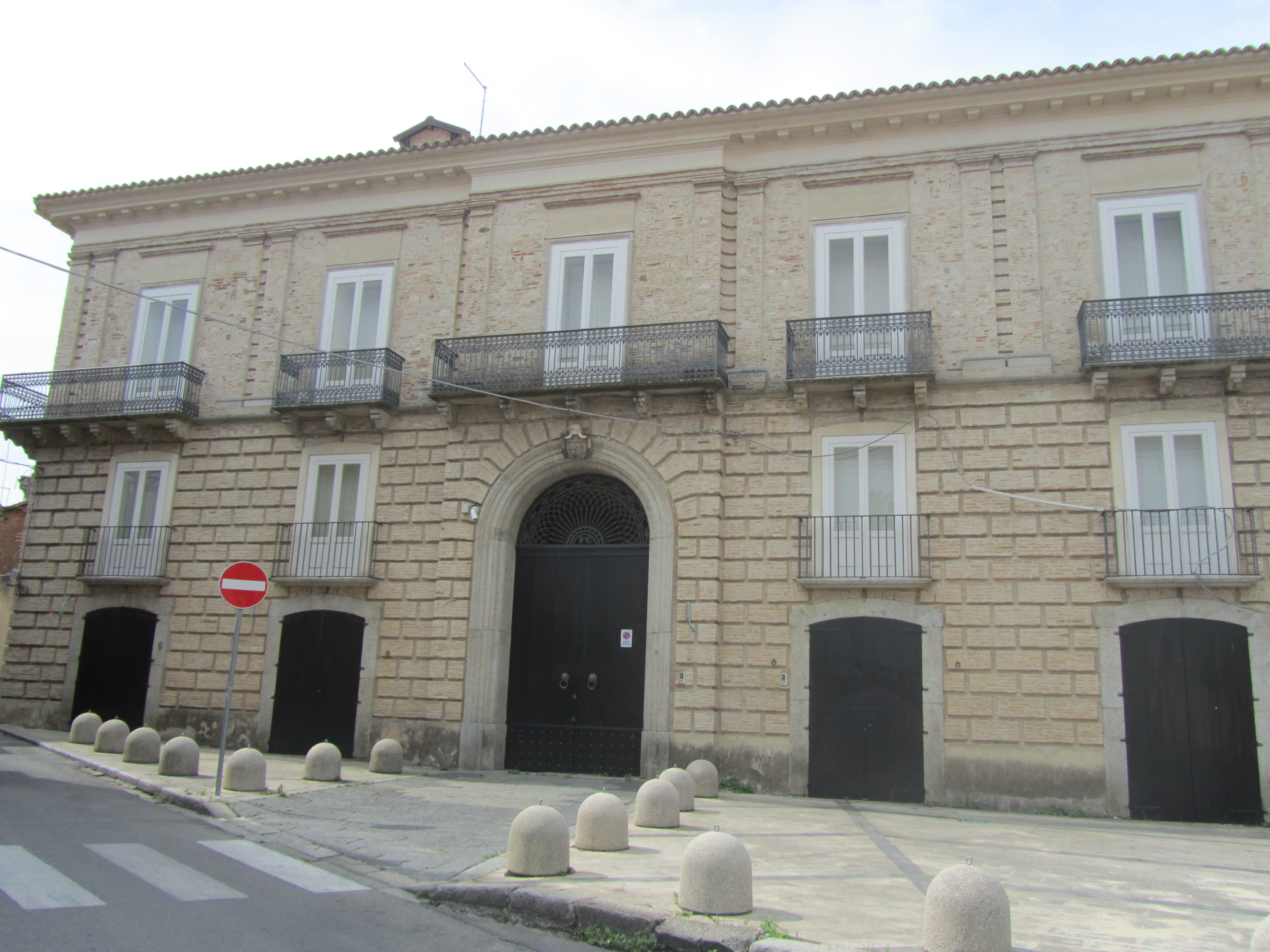
Facciata di Palazzo Contestabile

Il palazzo, sito in Piazza Vittorio Emanuele II (la principale di Jatrinoli), venne progettato nel corso del '700 da Carlo Vanvitelli, figlio di Luigi, i due architetti della Reggia di Caserta.
I lavori vennero commissionati da Pasquale Contestabile, originario di Stilo, il quale sposò Giulia Sorbilli, nobile locale che possedeva un altro edificio dove adesso sorge il nuovo palazzo; i lavori vennero portati a termine dal figlio di Pasquale, Scipione. Durante il restauro iniziato nel 2002, ad opera dell'architetto Luigi Giuseppe Massara di Cinquefrondi,  e finalizzato a proteggere e consolidare l'edificio è emerso che nel corso del Risorgimento i proprietari, borbonici, fecero aggiungere delle feritoie per controllare gli accessi, inoltre era stata disposta una botola per un'eventuale fuga.
Il palazzo, dalla superficie di 2700 m² con l'aggiunta di 800 m² di giardino, è diviso in tre corpi comunicanti: il principale ( a tre piani) dà sulla piazza; vi si accede tramite un ampio portale sul quale è inserito lo stemma della Famiglia Contestabile, raffigurante dei monti (simbolo dei feudi della famiglia), dei gradi militari, l'aquila bicipite (simbolo della famiglia Grimaldi) e i tre moretti (simbolo della famiglia del Capitano Filippo Moretti). Superato il portone si accede alla corte interna dai lastroni in granito, su cui si affacciano i locali delle antiche scuderie e rimesse per carrozze. Da qui, attraverso la scala principale, si accede al piano nobile, dove numerosi ambienti sono riccamente decorati con stucchi e mobilio di diversi colori, ripresi anche dai lampadari in vetro di Murano e nei pavimenti realizzati da artisti siciliani. All'interno dell'edificio è presente una cappella privata.
Questo palazzo, riportato allo splendore originario,  viene oggi utilizzato per mostre artistiche ed altre esposizioni; tra le iniziative più importanti vi sono le "Giornate FAI di primavera", organizzate dal Fondo Ambiente Italiano nel 2011, durante le quali gli alunni di un istituto superiore taurianovese hanno accompagnato i visitatori giunti per la visita al palazzo.

## Palazzo Zerbi

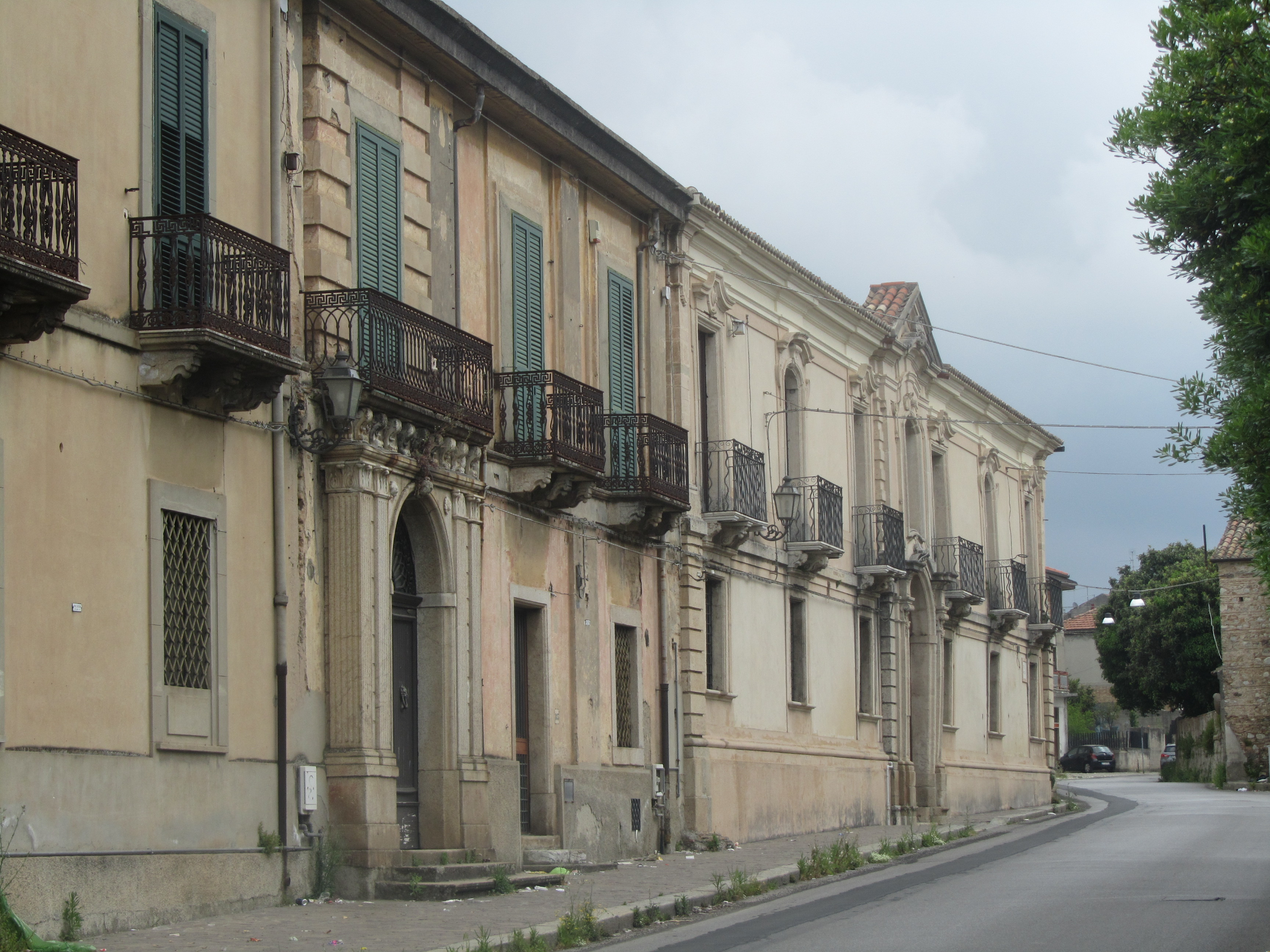
Parte di Via Roma, con Palazzo Zerbi e Villa Zerbi

Palazzo Zerbi venne realizzato intorno al 1860 da Luigi Zerbi, come ampliamento di Villa Zerbi, posta accanto.
Il portale, realizzato in granito e molto lavorato, permette l'accesso ad un cortile interno con scala centrale in marmo, la quale si divide in due rampe che si ricongiungono al primo piano; da qui partono le scale che giungono al terrazzo, sostituito al secondo piano del palazzo che venne demolito del 1925, poiché il nuovo inquilino Giuseppe Zerbi era rimasto traumatizzato durante il terremoto del 1908 e dunque preferiva abitare in edifici bassi. Il cortile abbellito da archi ricorda le case napoletane dell'800.

## Altri palazzi
Nel patrimonio della città sono inclusi numerosi altri palazzi, alcuni dei quali versano in grave stato di abbandono, mentre altri sono tenuti in condizioni migliori; tra questi ultimi i principali sono:
- Palazzo Lo Schiavo (Via Senatore Lo Schiavo): venne realizzato tra il 1850 ed il 1870 da Domenico Genoese Zerbi, ospita oggi la Caserma dei Carabinieri di Taurianova;
- Palazzo De Leonardis (Vico de Leonardis-Via Roma): venne realizzato agli inizi del 1800 da Raffaele de Leonardis, ospita oggi alcune attività commerciali;
- Ex Palazzo Municipale di Radicena (via XX Settembre): è oggi sede della Consulta delle Associazioni e della Società Civile di Taurianova, dell'orchestra di fiati "Don Pietro Franco" e viene utilizzato per le sedute del Consiglio Comunale dei ragazzi;
- Palazzo Conti Pontalto (Via Galliano): venne realizzato intorno al 1850 dal senatore Pasquale Loschiavo e dalla contessa Benilde Rossignani; oggi è sede di attività commerciali;
- Palazzo Lo Schiavo (Via Roma- Piazza Garibaldi): venne realizzato nel 1847 da Domenico Loschiavo; oggi è sede di numerose attività;
- Palazzo Pisani (Via Roma): venne realizzato da Vincenzo Zerbi nel 1830;
- Palazzo Municipale di Jatrinoli (Piazza della Libertà): oggi sede del Comune di Taurianova;

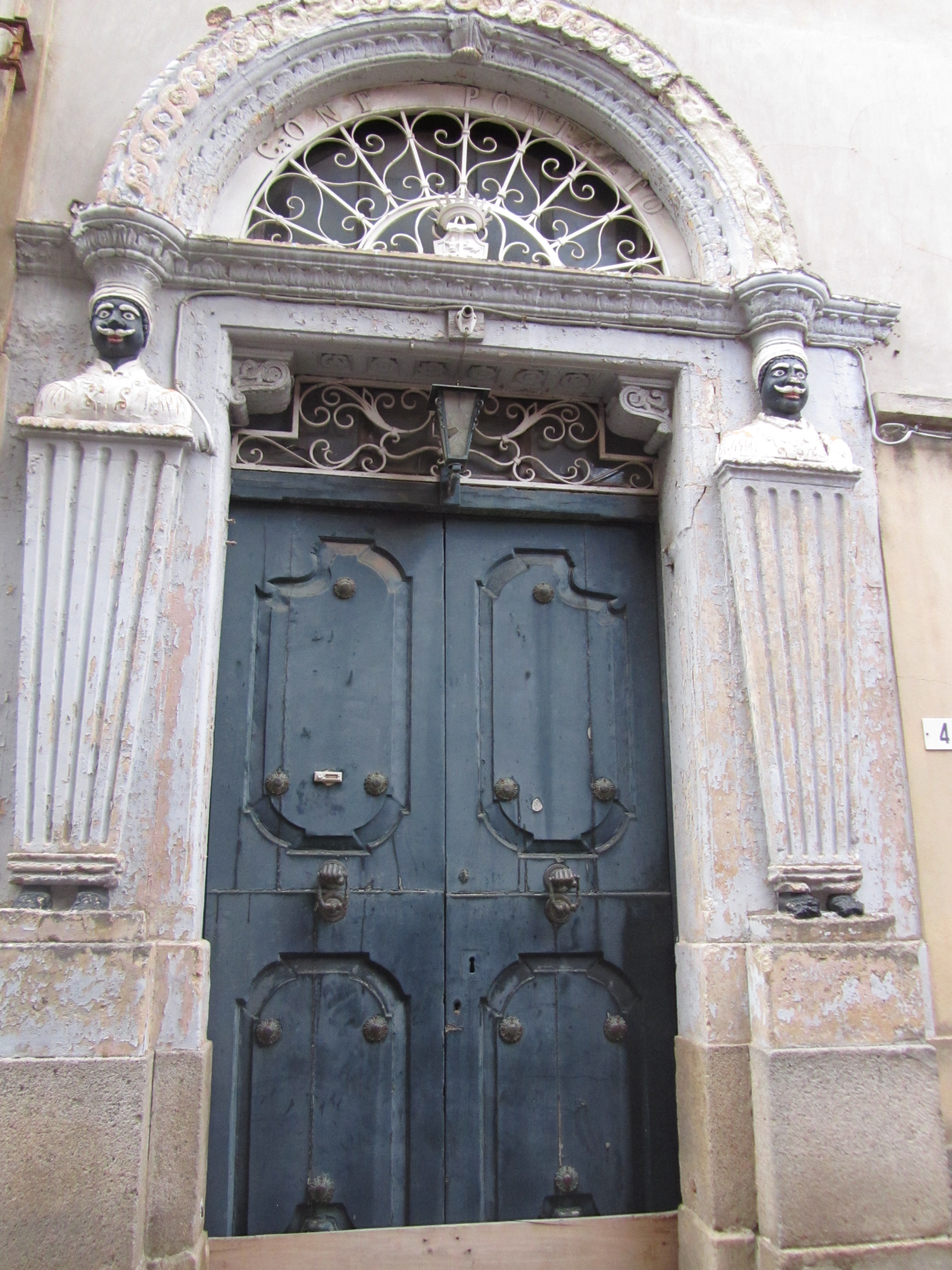
Portone del Palazzo Conti Pontalto
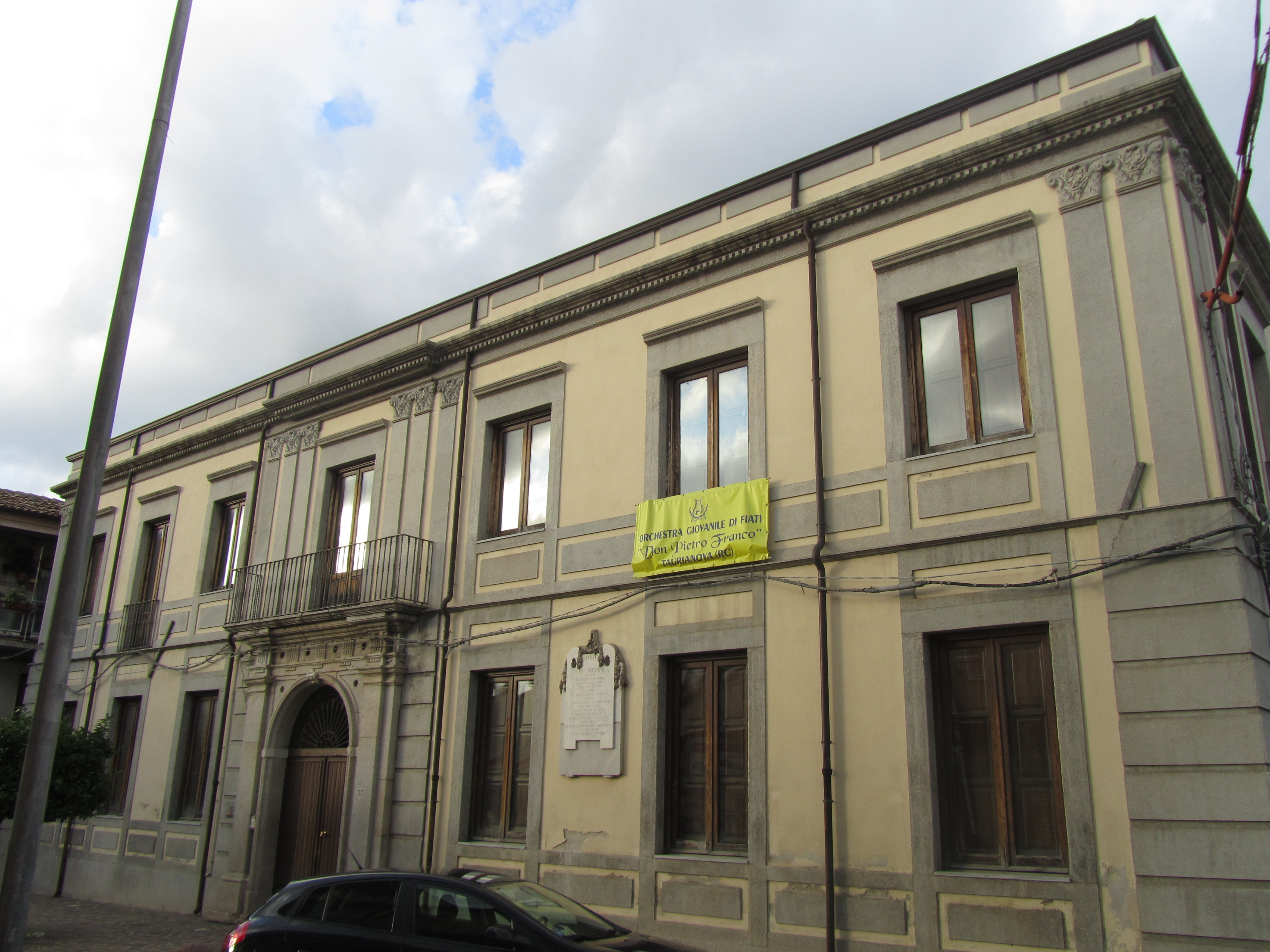
Ex Palazzo municipale di Radicena
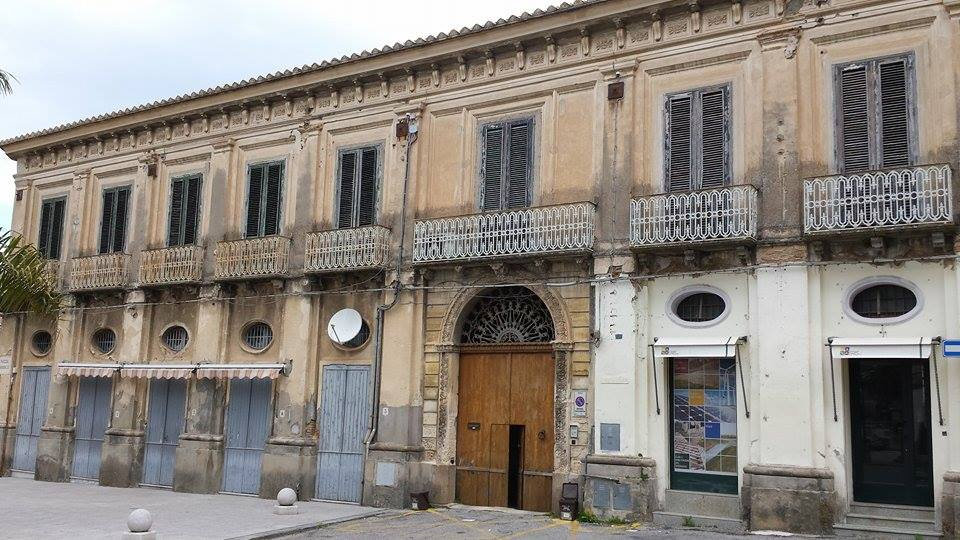
Palazzo Loschiavo in Piazza Garibaldi
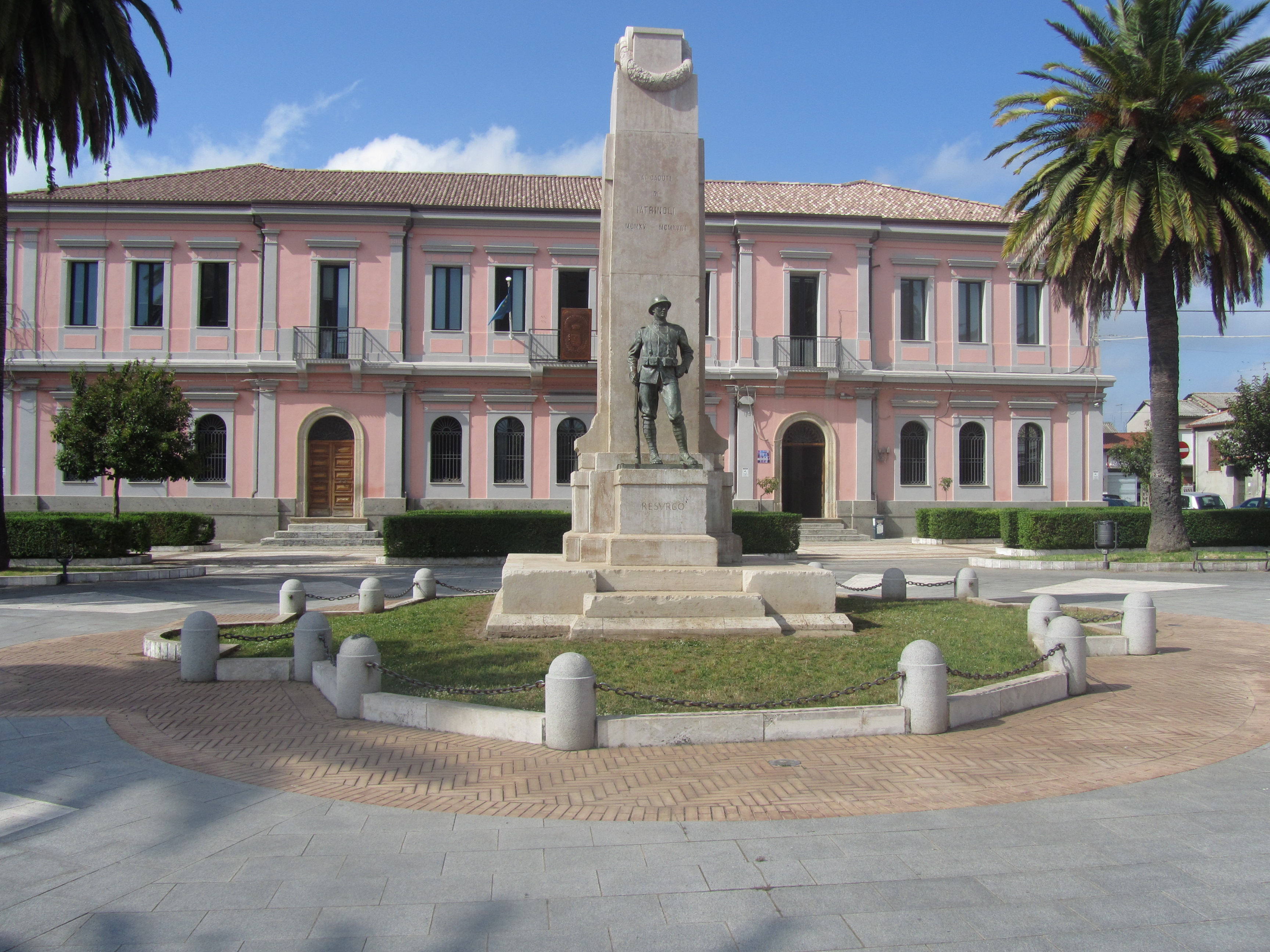
Palazzo comunale
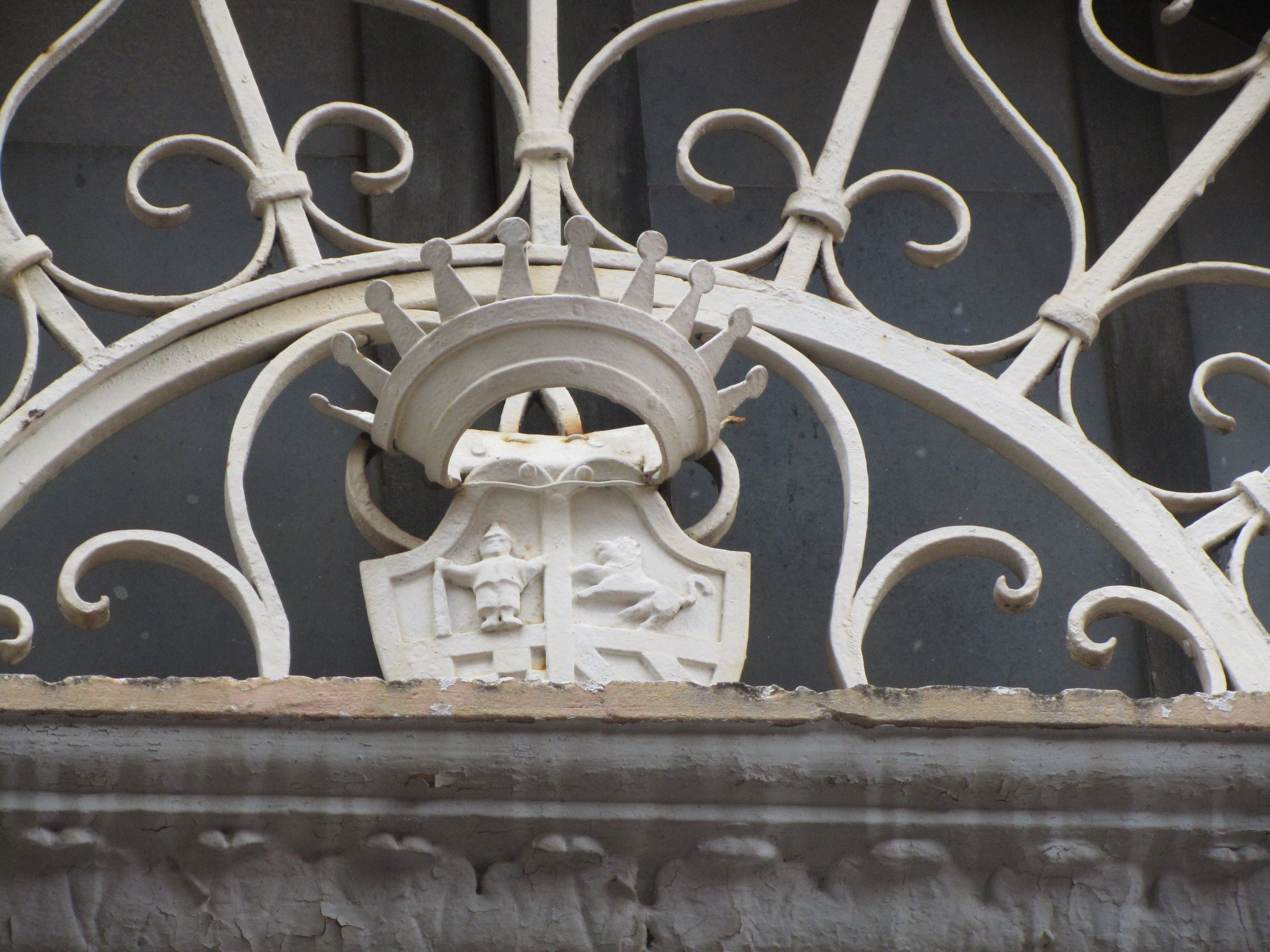
Stemma del Conte Pontalto
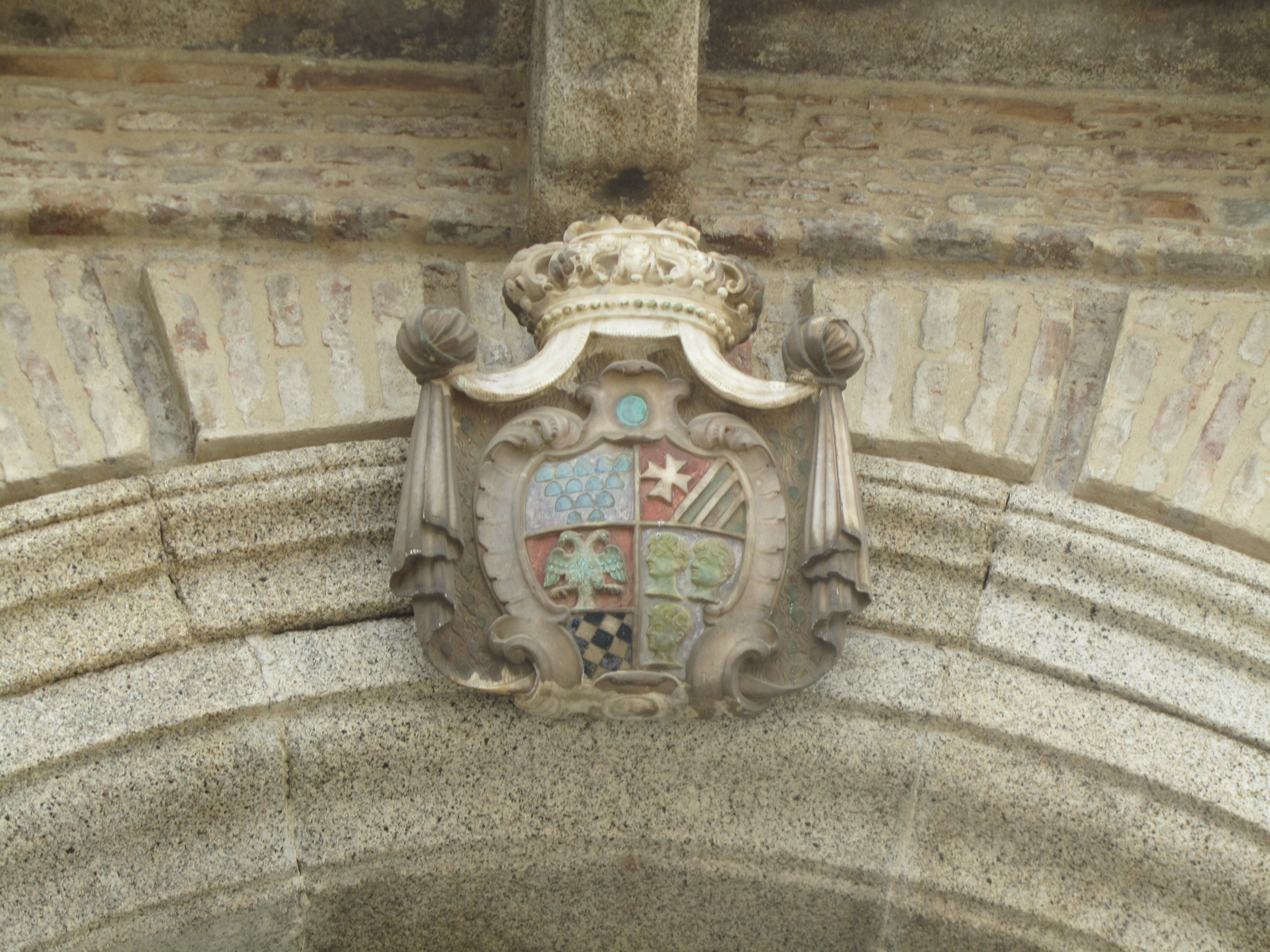
Stemma della famiglia Contestabile posto sul portone del palazzo
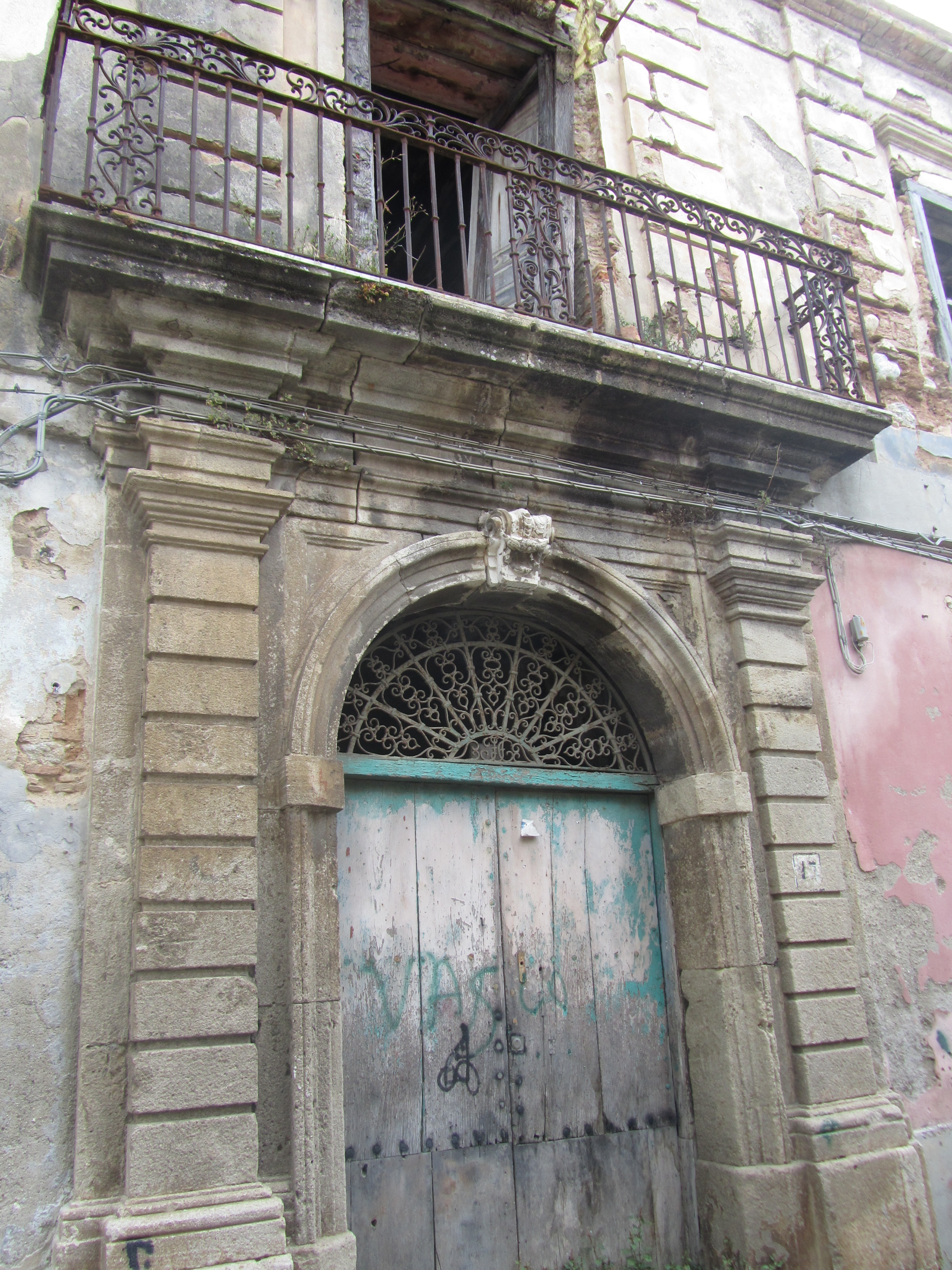
Esempio di palazzo in stato di abbandono